# Colonia Milpillas
Colonia Milpillas är en ort i Mexiko.   Den ligger i kommunen Cuernavaca och delstaten Morelos, i den sydöstra delen av landet, 50 km söder om huvudstaden Mexico City. Colonia Milpillas ligger 1 574 meter över havet och antalet invånare är 769.
Terrängen runt Colonia Milpillas är varierad, och sluttar söderut. Runt Colonia Milpillas är det mycket tätbefolkat, med 3 134 invånare per kvadratkilometer. Närmaste större samhälle är Cuernavaca, 5,2 km väster om Colonia Milpillas. Omgivningarna runt Colonia Milpillas är en mosaik av jordbruksmark och naturlig växtlighet.